# 짐 래시
짐 래시(Jim Rash, 1970년 7월 15일 ~ )는 미국의 배우이다.

## 출연 작품
- 레드슈즈 - 애버러지 역
- 커뮤니티 - 크레이그 펠튼 학장 역